# Гай Папирий Карбон (трибун 90 пр.н.е.)
Вижте пояснителната страница за други личности с името Гай Папирий Карбон.
Гай Папирий Карбон Арвина (на латински: C. Papirius Carbo Arvina; † 82 пр.н.е.) е политик и оратор на Римската република през края на 1 век пр.н.е. и голям привърженик на аристокрацията.

## Биография
Произлиза от плебейския клон Карбони на старата римска патрицианска фамилия Папирии. Син е на Гай Папирий Карбон (консул 120 пр.н.е.) и внук на Гай Папирий Карбон (претор 168 пр.н.е.). Племенник е на Гней Папирий Карбон (консул 113 пр.н.е.) и първи братовчед на Гней Папирий Карбон (консул 85, 84 и 82 пр.н.е.) и Гай Папирий Карбон, който е убит 80 пр.н.е. от своите войници с камъни.
През 119 пр.н.е. баща му се самоубива, когато разбира, че без подкрепата на оптиматите ще бъде осъден.
През 90 пр.н.е. Карбон е избран за народен трибун и написва през 90/89 пр.н.е. заедно със служебния си колега Марк Плавций Силван закона lex Plautia Papiria. Законът предлага римско гражданство на всеки италик, който в срок от шестдесет дена се яви лично при претора в Рим.
Карбон е, както баща си, отличен оратор. През 82 пр.н.е. e убит от привържениците на Гай Марий.